# Moigny-sur-École
Moigny-sur-École ist eine französische Gemeinde mit 1311 Einwohnern (Stand: 1. Januar 2022) im Département Essonne in der Region Île-de-France. Sie gehört zum Arrondissement Évry und ist Mitglied im Gemeindeverband Communauté de communes des 2 Vallées.
Die Einwohner werden Moignacois und Moignacoises genannt.

## Geographie
Moigny-sur-École liegt etwa 46 Kilometer südsüdöstlich von Paris am Fluss École. Die Gemeinde liegt im Regionalen Naturpark Gâtinais français.

### Nachbargemeinden
Umgeben ist Moigny-sur-École von den Nachbargemeinden Videlles im Norden, Dannemois im Norden und Nordosten, Courances im Osten, Milly-la-Forêt im Süden sowie Boutigny-sur-Essonne im Westen.

## Bevölkerungsentwicklung
| Jahr                       | 1962 | 1968 | 1975 | 1982 | 1990 | 1999 | 2010 | 2019 |
| Einwohner                  | 641  | 573  | 652  | 822  | 1011 | 1283 | 1254 | 1252 |
| Quellen: Cassini und INSEE |      |      |      |      |      |      |      |      |

## Sehenswürdigkeiten
- Kirche Saint-Denis